# Hanau (Gemeinde Bischofstetten)
Hanau ist eine Ortschaft in der Katastralgemeinde und Marktgemeinde Bischofstetten, Niederösterreich.

## Geogrqafie
Die Rotte Hanau liegt einen Kilometer südwestlich von Bischofstetten an der Manker Straße (B29). Am 1. Jänner 2024 zählte die Ortschaft 30 Einwohner.

## Geschichte
Im Franziszeischen Kataster von 1821 ist Hanau mit einem Gehöft verzeichnet. Laut Adressbuch von Österreich war im Jahr 1938 in Hanau ein Landwirt mit Direktvertrieb ansässig.